# Rozšiřování Evropské unie
Rozšiřování Evropské unie označuje proces evropské integrace přijímáním nových členských států nejdříve do Evropského hospodářského společenství (EHS) a pak jeho nástupce, Evropské unie (EU).
Původních šest států se rozšířilo v letech 1973, 1981, 1986 a 1990 na celkem 12 států, které v roce 1993 formálně založily Evropskou unii. Ta se pak rozšiřovala v letech 1995, 2004, 2007 a 2013. Česká republika byla součástí největšího rozšíření v květnu 2004. Z maximálního počtu 28 států po brexitu v lednu 2020 klesl počet na 27.
K roku 2024 probíhají přístupová jednání s Albánií (od roku 2020), Bosnou a Hercegovinou (od března 2024) Černou Horou (od roku 2012), Severní Makedonií (od roku 2020), Srbskem (od roku 2014) a Tureckem (od roku 2005). Bývalý předseda Evropské komise Jean-Claude Juncker a komisař pro rozšíření Johannes Hahn označili Srbsko a Černou Horu za přední kandidáty a předpokládali, že se připojí do roku 2025, tedy během příštího funkčního období Evropské komise. Jednání s Tureckem probíhají, ale byla fakticky pozastavena kvůli námitkám EU vůči reakci turecké vlády na pokus o státní převrat v roce 2016 a ústupu od demokracie.
Bosna a Hercegovina podala žádost o členství v roce 2016, Ukrajina, Gruzie a Moldavsko v prvních týdnech ruské invaze na Ukrajinu v roce 2022. Bosna a Hercegovina, Ukrajina a Moldavsko byly následně uznány jako oficiální kandidáti. Bosna a Hercegovina pak získala oficiální status kandidátské země v prosinci 2022. Ukrajina byla vyzvaná k provedení reforem, pochybnosti jsou především ohledně demokracie, o právním státě a korupci. Dne 7. července 2024 Evropská unie pozastavila jednání s Gruzií ohledně připojení k EU kvůli politické situaci v zemi.

## Přehled
Přehled založení a rozšiřování EU a jí předcházejících společenství:
- 9. květen 1950 – francouzský ministr zahraničí Robert Schuman předkládá návrh sjednocené Evropy, dnes známý jako Schumanova deklarace  (komunistickými režimy pejorativně zvaný Schumanova doktrína), který konkretizuje předcházející prohlášení evropských politiků (např. Jeana Monneta, Winstona Churchilla)
- 23. červenec 1952 – založení – vstoupila v platnost Pařížská smlouva, zakládající Evropské společenství uhlí a oceli (ESUO), jehož zakládajících šest členů byly země Beneluxu – Belgie, Lucembursko a Nizozemsko – Francie, Itálie a Německo (tehdy západní Německo)
- 1958 – členové ESUO vytvářejí Evropské hospodářské společenství (EHS), z kterého později vzniká Evropské společenství (ES)
- 1. leden 1973 – první rozšíření – Dánsko, Irsko, a Spojené království přistupují k ES
- 1. leden 1981 – druhé rozšíření – Řecko přistupuje k ES
- 1985 – Grónsko, před šesti lety osamostatnělé, se v referendu rozhodlo opustit ES a Euratom
- 1. leden 1986 – třetí rozšíření – Portugalsko a Španělsko přistupují k ES
- 3. říjen 1990 – sjednocení východního a západního Německa znamená podstatné demografické a geografické rozšíření jednoho ze zakládajících členů
- 1. listopad 1993 – vstupuje v platnost Maastrichtská smlouva, čímž je formálně založena Evropská unie
- 1. leden 1995 – čtvrté rozšíření – Rakousko a dvě severské země Finsko a Švédsko přistupují k EU
- 1. květen 2004 – páté rozšíření – zatím největší rozšíření – Česko, Estonsko, Kypr, Litva, Lotyšsko, Maďarsko, Malta, Polsko, Slovensko a Slovinsko přistupují k EU
- 1. leden 2007 – šesté rozšíření – Bulharsko a Rumunsko přistupují k EU
- 1. červenec 2013 – sedmé rozšíření – Chorvatsko přistupuje k EU

## Kandidátské země
Následující země mají status kandidáta:
| Země                | podání přihlášky  | status kandidáta  | přístupová jednání zahájena | uzavřených kapitol |
| ------------------- | ----------------- | ----------------- | --------------------------- | ------------------ |
| Turecko             | 14. dubna 1987    | 12. prosince 1999 | 3. října 2005               | 1                  |
| Severní Makedonie   | 22. března 2004   | 17. prosince 2005 | 26. března 2020             | 0                  |
| Černá Hora          | 15. prosince 2008 | 17. prosince 2010 | 29. června 2012             | 3                  |
| Srbsko              | 22. prosince 2009 | 1. března 2012    | 21. ledna 2014              | 2                  |
| Albánie             | 22. dubna 2009    | 27. června 2013   | 26. března 2020             | 0                  |
| Bosna a Hercegovina | 15. února 2016    | 15. prosince 2022 | 21. března 2024             | 0                  |
| Ukrajina            | 28. února 2022    | 23. června 2022   |                             |                    |
| Gruzie              | 3. března 2022    |                   |                             |                    |
| Moldavsko           | 3. března 2022    | 23. června 2022   |                             |                    |